# Hogna nigrosecta
Hogna nigrosecta este o specie de păianjeni din genul Hogna, familia Lycosidae. A fost descrisă pentru prima dată de Mello-leitao, 1940. Conform Catalogue of Life specia Hogna nigrosecta nu are subspecii cunoscute.